# Shetlandská husa
Shetlandská husa je malé plemeno husy domácí původem ze Shetlandských ostrovů. Je přímým potomkem hus, které na Shetlandy přinesli ze Skandinávie Vikingové. Kromě Shetland se od roku 1997 chová také v USA. Je to kriticky ohrožené plemeno.

## Popis
Shetlandská husa je podobně jako další zvířata ze Shetland menšího vzrůstu, váží pouze 3,6–4,5 kg (samec) a 2,7–3,6 kg (samice). Snáší pouze 15–20 vajec. Vyznačuje geneticky podmíněným pohlavním dimorfismem, obě pohlaví jsou rozdílně zbarvená. Samec je čistě bílý, samice šedě-bílo flekatá. Zobák je krátký, zaoblený. Zobák a nohy jsou růžové barvy.